# Oppido Mamertina
Oppido Mamertina (Oppitu, Ofidus in dialetto greco-calabro) è un comune italiano di 4 652 abitanti della città metropolitana di Reggio Calabria in Calabria. È sede della diocesi di Oppido Mamertina-Palmi.
La città fu fondata sull'antica Oppidum a sua volta fondata su un antico insediamento costruito dal popolo dei Mamertini, spostatosi dalla vicina Mella (III-I sec. a.C.) dove aveva trovato rifugio unendosi alla popolazione italica del posto e dando alla luce la mitica Mamerto. Nel 1056 fu conquistata da Ruggero il Normanno e divenne ducato durante la dominazione angioina, fu a lungo contesa tra angioini e aragonesi.

## Geografia fisica

### Territorio
Il territorio comunale di Oppido si estende dalle vette dell'Aspromonte, scendendo lungo la dorsale pre-aspromontana si insinua nel cuore della Piana di Gioia Tauro e, caratterizzato da formazioni geologiche di varia natura, presenta, quindi, una fauna e una flora particolarmente diversificata.

### Flora
Nella fascia del territorio che si estende al centro della Piana dominano le coltivazioni dell'ulivo. Le distese degli alberi di ulivo secolari, che grazie al clima propizio raggiungono altezza e proporzioni ragguardevoli, unitamente agli agrumeti sono la prevalente caratteristica paesaggistica nonché una delle principali risorse economiche.
Le zone collinari presentano una spiccata eterogeneità. Ai boschi di ulivo si uniscono i numerosi boschi di castagno, di noce e le pinete che progressivamente si estendono fino alle zone più alte e la macchia mediterranea, tra i crinali impervi, cresce rigogliosa. Sotto i mille metri è il leccio a farla da padrone unitamente ai boschi di quercia. In montagna, poi, le vette sono coperte dai faggi, dal pino laricio e dall'abete bianco.

### Fauna
Oltre alle numerose specie migratrici, nel territorio di Oppido è stanziale la tipica diversificazione faunistica del versante tirrenico dell'Aspromonte.

### Clima
Il comune rientra in zona climatica C ex DPR n.412 del 26 agosto 1993, con 1258 gradi giorno.

### Idrografia
I corsi d'acqua principali sono il torrente Boscaino, il torrente Marro, il torrente Tricuccio e il torrente Duverso. Il maggiore in termini di portata d'acqua è il torrente Petrace (anticamente denominato Metauros, in greco: Μεταυρος), ove confluiscono gli altri, che delimita il confine comunale a ovest.

## Storia
Oppido Mamertina nel corso della sua storia ha avuto differenti nomi:
- Mamertion o Tauriana, insediamento greco-romano;
- Tauroentum oppidum, I sec d.C. (con tale nome, probabilmente, Gaio Plinio Secondo definì la città di Oppido.
- Oppidum, durante epoca tardo-romana;
- Oppido o Sant'Agata, XI sec.;
- Oppido, regno di Napoli;
- Oppido Mamertina, unità d'Italia.

La città medievale fu fondata, probabilmente nel IX secolo, sull'antica Oppidum a sua volta fondata su un antico insediamento costruito dal popolo dei Mamertini spostatosi dalla vicina Mella (III-I secolo a.C.) dove aveva trovato rifugio unendosi alla popolazione italica del posto e dando alla luce la mitica Mamertion (in latino: Mamertium).

### Origini
Il territorio di Oppido ha una stratificazione storico-archeologica di notevole rilievo. In località Torre Cillea e Torre Inferrata sono documentate presenze comprese tra i secoli VII e III secolo a.C. ricollegabili ad area di abitato e di necropoli. Sono stati portati alla luce i resti di un nucleo di genti indigene ellenizzate prima e successivamente di una comunità brettia. In contrada Mella, nei pressi della città medievale di Oppido, è stato rinvenuto un insediamento risalente al III - I secolo a.C. e reperti riferibili all'età neolitica e all'età del ferro. Nel cuore dell'Aspromonte, in località Palazzo, è stata costruita nel IV secolo a.C. all'estremità di un lungo serro che domina l'intero territorio di Oppido, una struttura fortificata che, protetta da un avancorpo, accoglieva una guarnigione in pianta stabile. La città medievale è munita di castello e di grandi mura difensive ancora oggi in gran parte visibili, di un'importante cattedrale, è ricca di palazzi, chiese, conventi, nel Seminario si insegnavano lettere, filosofia, dogmatica, teologia morale, sacra scrittura, canto gregoriano, storia sacra e profana, geografia, oratoria, poetica, estetica, storia della filosofia.

### Mamertion

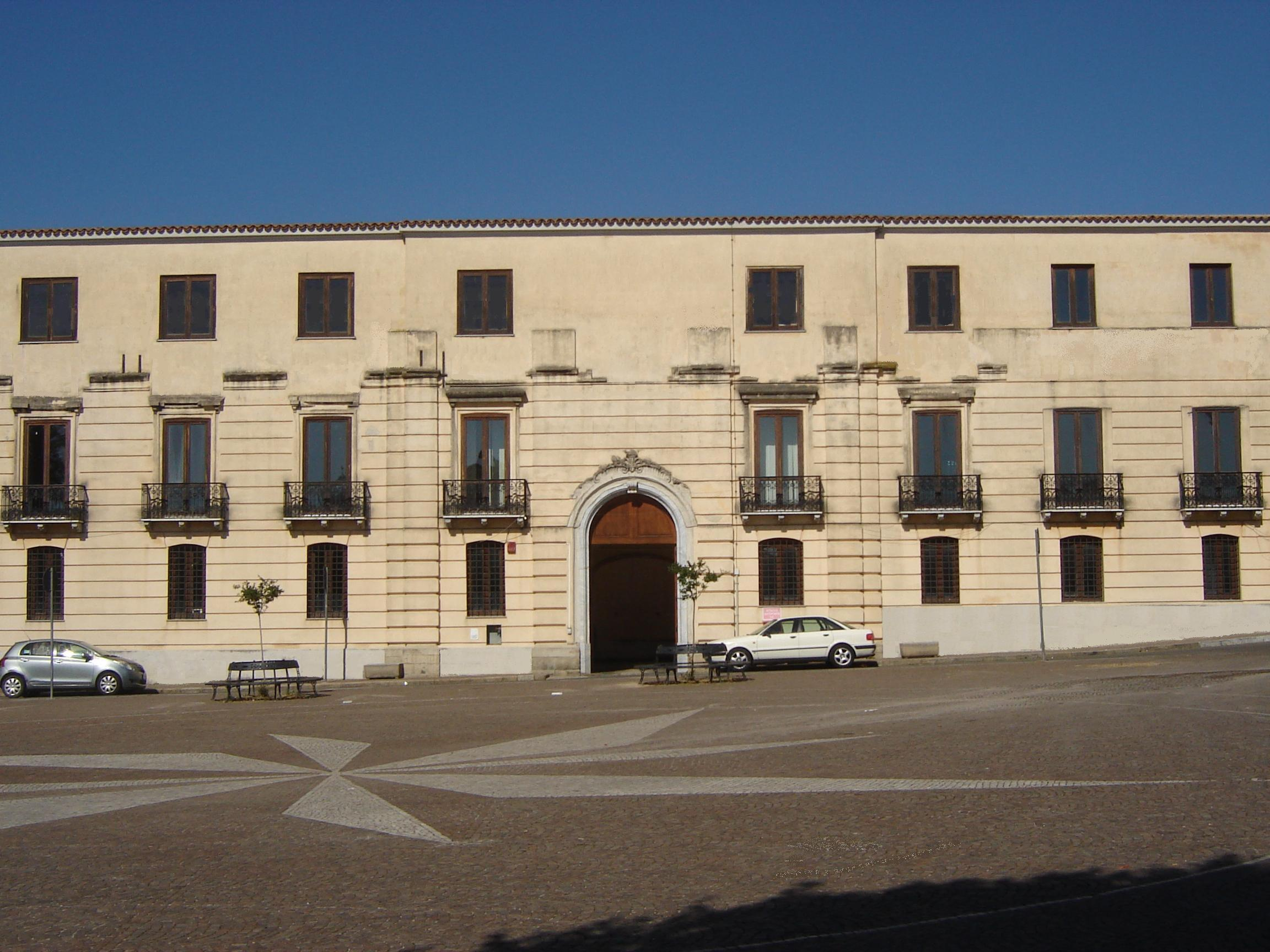
Piazza Regina Margherita, Palazzo Grillo (Palazzaccio)

Nella nota contrada Mella, poco distante da Oppido, insiste un vasto e complesso sito archeologico. Giacciono, ancora in gran parte sepolti nonostante la massiccia campagna di scavi, i resti della mitica Mamerto, citata negli scritti di Strabone. La sua origine è legata alle vicende dei Mamertini (cultori del dio Marte), popolo di mercenari provenienti per lo più dalla Campania. Arrivati in Sicilia, partendo dalla Sila Tauricana (entroterra sopra Reggio e Locri) dove si erano stanziati abbandonando il Sannio per scongiurare una pestilenza, furono assoldati dal tiranno di Siracusa Agatocle. Alla sua morte si spinsero verso nord fino a Messina conquistandola. Dopo l'avvio della Prima guerra punica, del quale furono i principali responsabili, schiacciati dalla potenza di Roma e Cartagine, lasciarono l'isola e ritornarono in questo lembo di Calabria dove trovarono stabile rifugio in un abitato italico fondando così Mamerto. Questo termine però nel tempo si perse a causa della mescolanza con la cultura e il lessico dei popoli locali, e visto che l'insediamento dei mamertini avvenne nella Sila Tauricana da qui il nome Tauriana (la città del monte Taurus). Il legame tra le città di Tauriana e di Mamertion è insito inequivocabilmente nelle fonti (Alfio di Messana, Strabone, Catone, Stefano Bizantino), le due città sono sorte con ogni evidenza nello stesso territorio, sono cioè la stessa cosa. Significativi sono i numerosi ritrovamenti di mattonacci e di tegole recanti la scritta TAYRIANYM e dei bolli statali contraddistinti dall'etnico TAYPIANOYM comprovanti una piena autonomia politica. Ben presto la città diventa un importante centro economico e commerciale assumendo un ruolo preminente nello sfruttamento e nella gestione del potenziale economico dell'alto bacino del Metauros, usufruendo anche di uno sbocco commerciale sul Tirreno tramite l'emporio portuale di Taurianum alla foce del fiume.
Il Parco archeologico di Mella è quindi un sito di grande interesse. Numerosi sono stati i ritrovamenti sia in termini di rilievi urbanistici (strade lastricate larghe più di 7 metri, lungo le quali si allineano grandi edifici civili in un contesto culturale pienamente urbanizzato), sia numismatici: numerosissime monete appartenenti alle zecche o autorità di Roma, Metaponto, Bretii, Valentia, Locri Epizefiri, Rhegion, Cartaginesi in Italia, Catana, Siracusa e Mamertini. Queste ultime, in ragione del 28,35% del totale, in una concentrazione così elevata che non trova riscontro altrove nell'Italia meridionale. Sono stati ritrovati anche statuette in bronzo, mattonacci, tegole, testine di terra cotta, macine, collane in metallo, ceramiche, utensili vari, anfore da trasporto, lucerne, unguentari ecc. Queste aree archeologiche sono state "visitate" da antichi e moderni tombaroli, ma ancora solo una minima parte del vasto sito è stata portata alla luce. Il proseguimento degli scavi iniziati negli anni ottanta porterà (come sta già portando) a una ridefinizione della storia della Piana di Gioia Tauro e di una parte importante della storia dell'Italia Meridionale, colmando finalmente le lacune dei testi antichi giunti fino ai nostri giorni.

### Repubblica Mamertina
L'antica città di Mamerto fu una delle più famigerate repubbliche confederate al popolo romano. L'etimologia del suo nome "Mamertion" deriva dalla voce osca Mamers, che significa Marte Dio della guerra. Il valore militare dei Mamertini è ricordato nella letteratura antica, allorquando, come scrive Plutarco, si opposero alla marcia su Roma di Pirro schierando diecimila soldati e dimostrando abile strategia militare. Infatti, seppure sconfitti, riuscirono a scomporre l'esercito nemico molto più numeroso, disorientandolo e confondendolo, uccisero due elefanti e lo stesso re dell'Epiro rimase ferito gravemente sul campo di battaglia.

### Oppidum

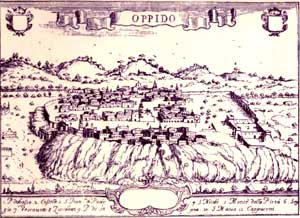
Pianta medievale di Oppido Mamertina di Giovan Battista Pacichelli (1634-1695)

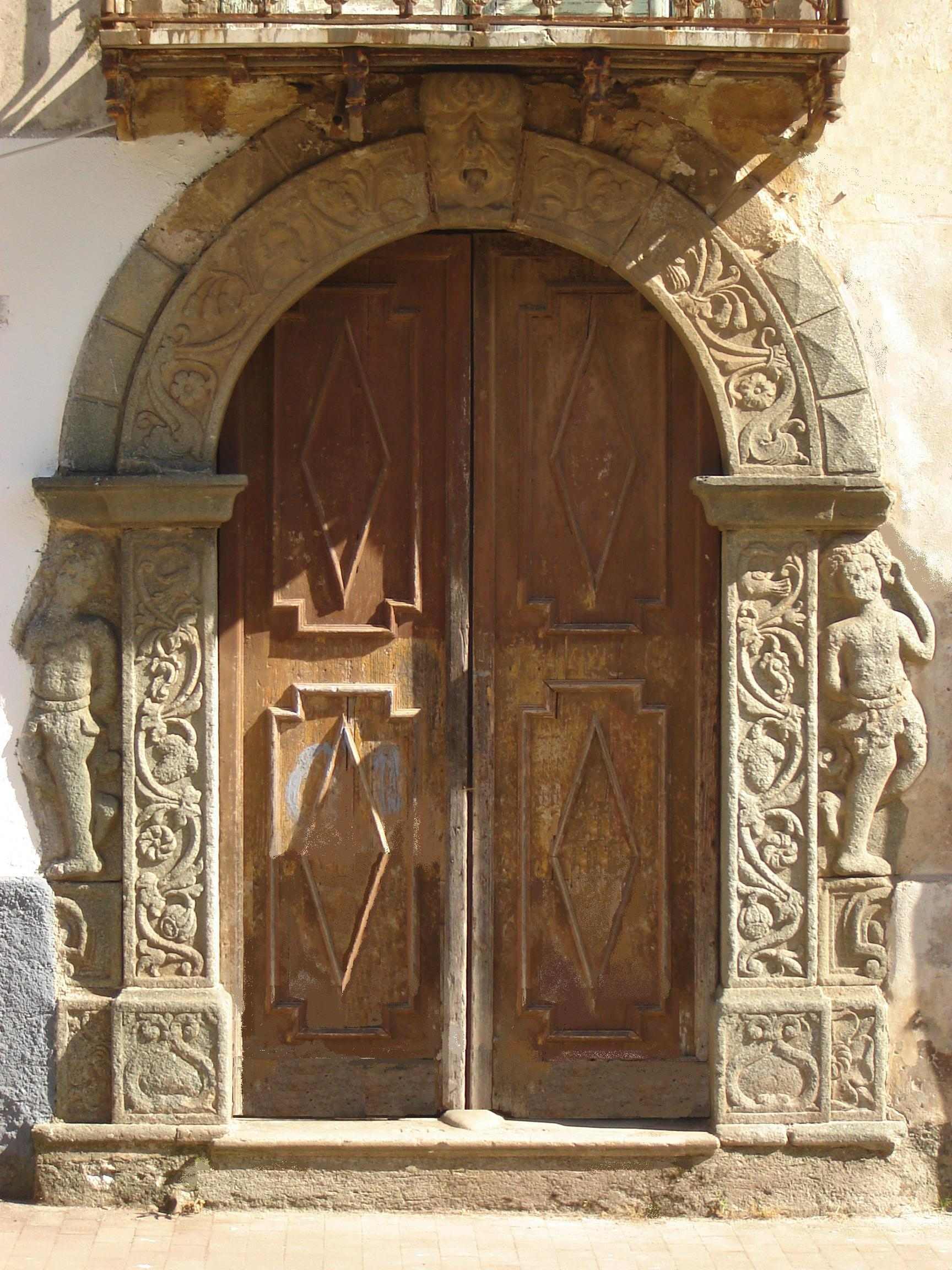
Portale del XV secolo

Posta a brevissima distanza dal Parco Archeologico di Mella la città medievale giace all'ombra dei taciti ulivi, in una cornice di rara bellezza. Il sito, per la sua estensione e densità di resti, è particolarmente affascinante e interessante. La città era protetta da possenti mura e vi si accedeva grazie alle due porte poste agli estremi del lungo asse principale (ben visibili, tanto le mura quanto le porte) sul quale si affacciano gli edifici più importanti i cui resti sono ancora visibili. La città ospitava il Seminario e l'imponente Cattedrale con l'Episcopio (della Cattedrale persistono oltre le vestigia perimetrali, la scalinata esterna e interna e il campanile). Dallo stradone principale si diramavano tortuosamente le vie e viuzze che danno forma al caratteristico contesto urbano. Ospitava anche, oltre a numerose chiese, il Convento dei Frati Paolotti e il Convento dei Frati Francescani Osservanti e fuori le mura il Convento dei Frati Cappuccini e due carceri, uno ecclesiastico e l'altro civile nel Castello Angioino-Aragonese che, accanto alla porta nord, si innalza poderoso ancora ben conservato.
La città fu distrutta dal terremoto del 5 febbraio 1783. Visitandola nella seconda metà dell'800 Alexandre Dumas scrisse: «La città di Oppido ebbe la sorte di tutte le belle donne: oggetto di desiderio nella loro giovinezza, di disgusto nella loro decrepitezza, d'orrore dopo la loro morte».

### Oppido dopo il terremoto del 1783
L'abitato si trova alle falde dell'Aspromonte sul versante nord-occidentale. Ricostruito, su progetto degli ingegneri napoletani Antonio Winspeare e Francesco La Vega, dopo il terremoto del 1783, presenta un moderno impianto a scacchiera con ampie vie rettilinee e ortogonali e grandi piazze. Conserva numerosi palazzi nobiliari del XIII e XIX secolo con artistici portali in granito, tra questi, Palazzo Migliorini in stile neoclassico napoletano e Palazzo Zerbi in stile tardo barocco. Caratteristiche e pittoresche sono le tortuose vie del centro storico dei quartieri Tresilico e Zurgonadio.

### Simboli
Lo stemma e il gonfalone del comune di Oppido Mamertina sono stati concessi con decreto del presidente della Repubblica del 7 aprile 2003.
Il gonfalone è un drappo partito di rosso e di giallo.

## Monumenti e luoghi d'interesse

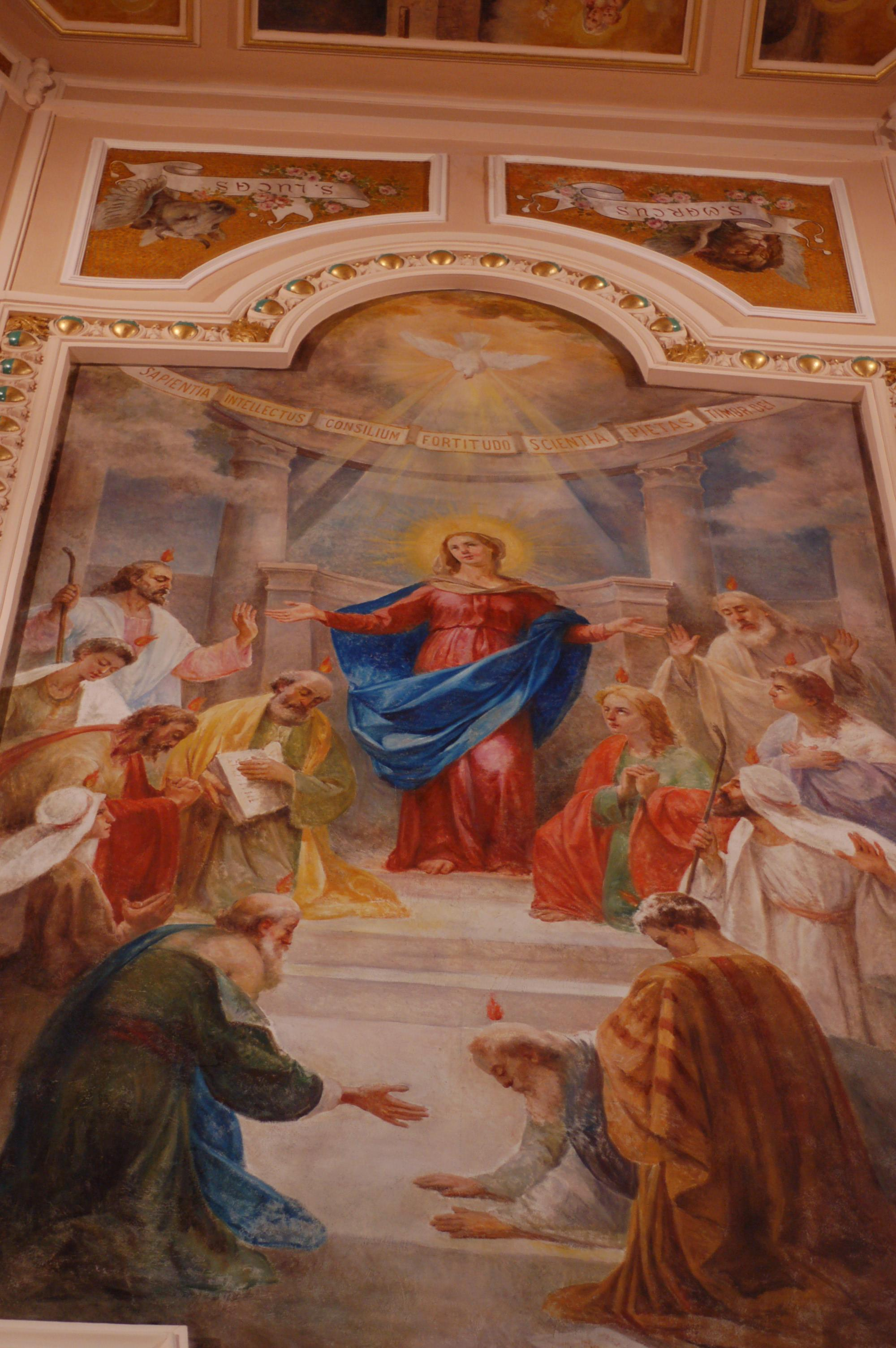
Particolare della cappella del seminario vescovile di Oppido Mamertina

### Architetture religiose
- Cattedrale di Santa Maria Assunta
- Chiesa dell'Oratorio (o dell'Annunziata)
- Chiesa di San Giuseppe
- Chiesa Abbazia
- Chiesa Maria SS. Addolorata o del Calvario
- Santuario Maria Santissima delle Grazie
- Chiesa di San Leone Magno
- Chiesa della Divina Pastora
- Chiesa di San Nicola
- Chiesa di Castellace di sopra
- Chiesa dell'Assunta
- Chiesa di Afanto (Località Zervò)
- Chiesa di Quarantano
- Cappella Caia-Musicò
- Cappella del Seminario Vescovile
- Episcopio
- Seminario vescovile di Oppido Mamertina
- Convento dei Domenicani (ruderi Messignadi)
- Calvarietto Maria Santissima Annunziata (Oppido Vecchia)
- Convento dei Frati Francescani o Paolotti o Minori o Osservanti e dei Frati Zoccolanti (ruderi Oppido Vecchia).

#### Cattedrale

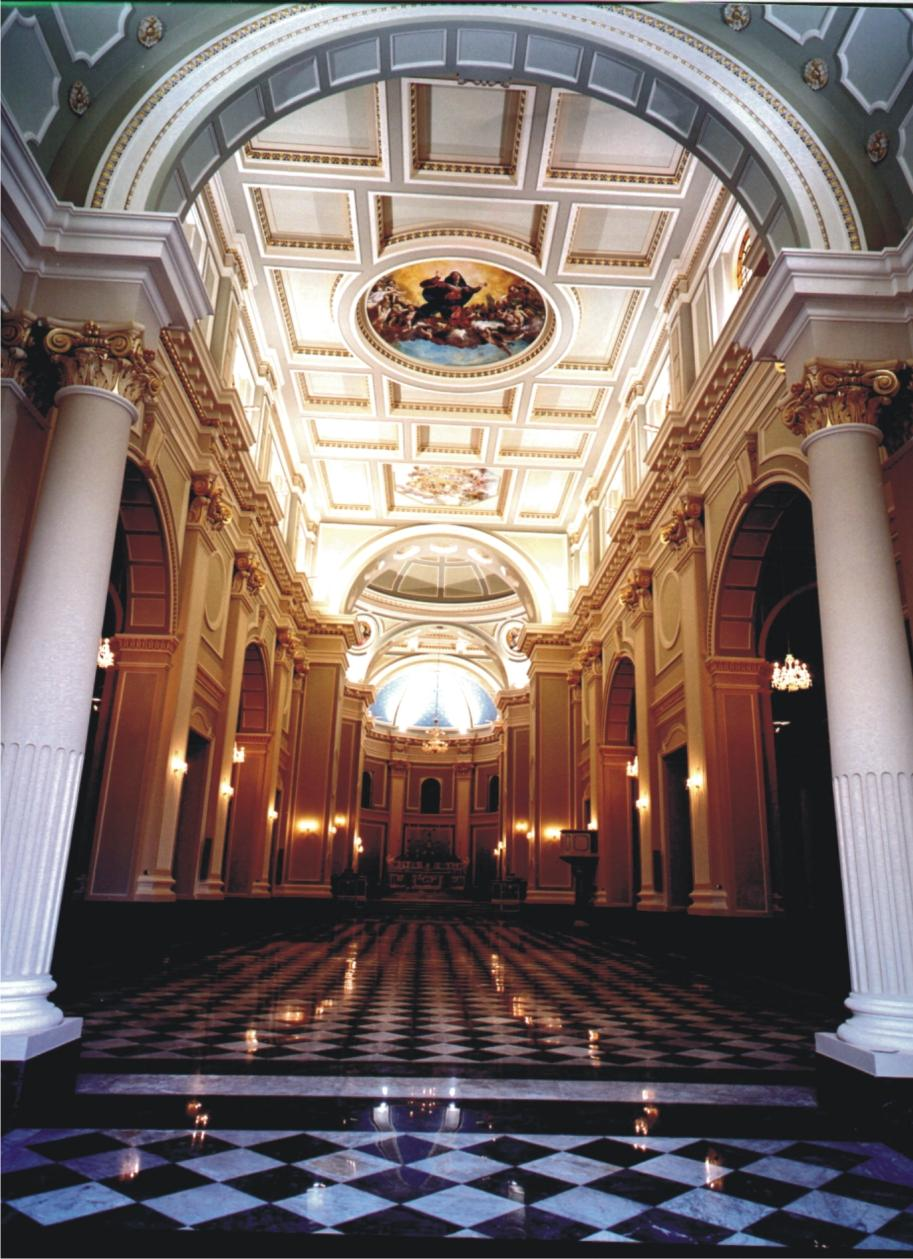
Interno della cattedrale di Oppido Mamertina

La cattedrale di Oppido Mamertina è la sede della cattedra del vescovo e in quanto tale è la chiesa madre della diocesi di Oppido Mamertina-Palmi. Dedicata a Maria Assunta, in stile neoclassico, è tra gli edifici sacri più grandi della Calabria e con i suoi 33 metri primeggia su tutti in altezza. Il campanile (non ancora del tutto completato), progettato dell'ingegnere Pasquale Epifanio e iniziato dal vescovo Domenico Crusco nel settembre del 1997, domina la piana di Gioia Tauro con i suoi 50,10 metri di altezza ed è, presumibilmente, la costruzione più alta della Calabria.
La cattedrale santuario Maria SS. Annunziata è gemellata con la Basilica dell'Annunciazione di Nazaret.

#### Santuario e culto di Maria SS. delle Grazie

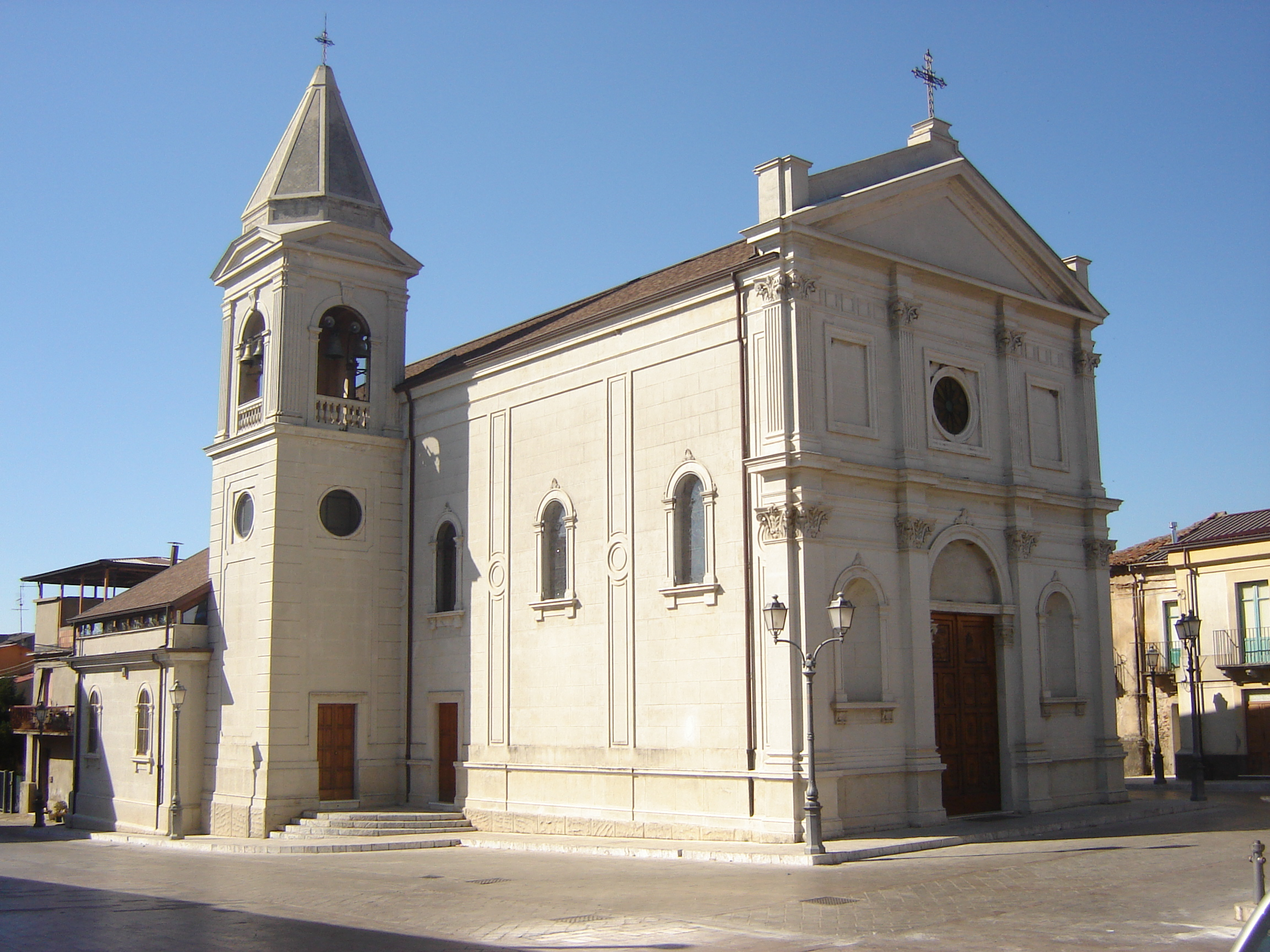
Santuario di Maria SS. delle Grazie

Mons. Raspini, vescovo di Oppido, il 2 luglio del 1958 ha elevato la chiesa parrocchiale di Tresilico a santuario mariano in onore di Maria SS. delle Grazie. Il fervente culto alla Vergine dispensatrice di Grazie è da secoli scandito nella sua stessa storia. Il popolo infatti era già profondamente legato alla Vergine del Pilar raffigurata in una pregevole scultura in marmo del '700, ancora oggi conservata nel Santuario. La prima statua in legno, ordinata sul modello della Madonna del Pilar, venne portata a Tresilico nel 1832. Questa statua, che raffigura la Madonna in piedi con Gesù bambino in braccio, serviva per essere omaggiata in processione e oggi è conservata ed esposta al pubblico in un vano al piano terra del Palazzo Vorluni residenza questa della pia Rosa Vorluni alla quale la Madonna sarebbe apparsa molte volte. Infatti tra il 1835 ed il 1837 sarebbero successi i fatti miracolosi che il dott. Gaetano Morizzi ha raccontato nel suo libro "Fiori di Grazie", la Madonna sarebbe apparsa appunto a Rosa Vorluni e in queste apparizioni avrebbe indicato alla "Pia devota" e per mezzo di lei, al dottor Morizzi, il modo per guarire chi a Lei si era rivolto. Il 2 ottobre del 1836 Rosa Vorluni, mentre si trovava in chiesa, avrebbe avuto l'ennesima apparizione, che portò alla realizzazione dell'attuale statua venerata nel Santuario.

Queste le parole con le quali il Morizzi descrisse l'evento: 

#### Chiesa di San Giuseppe

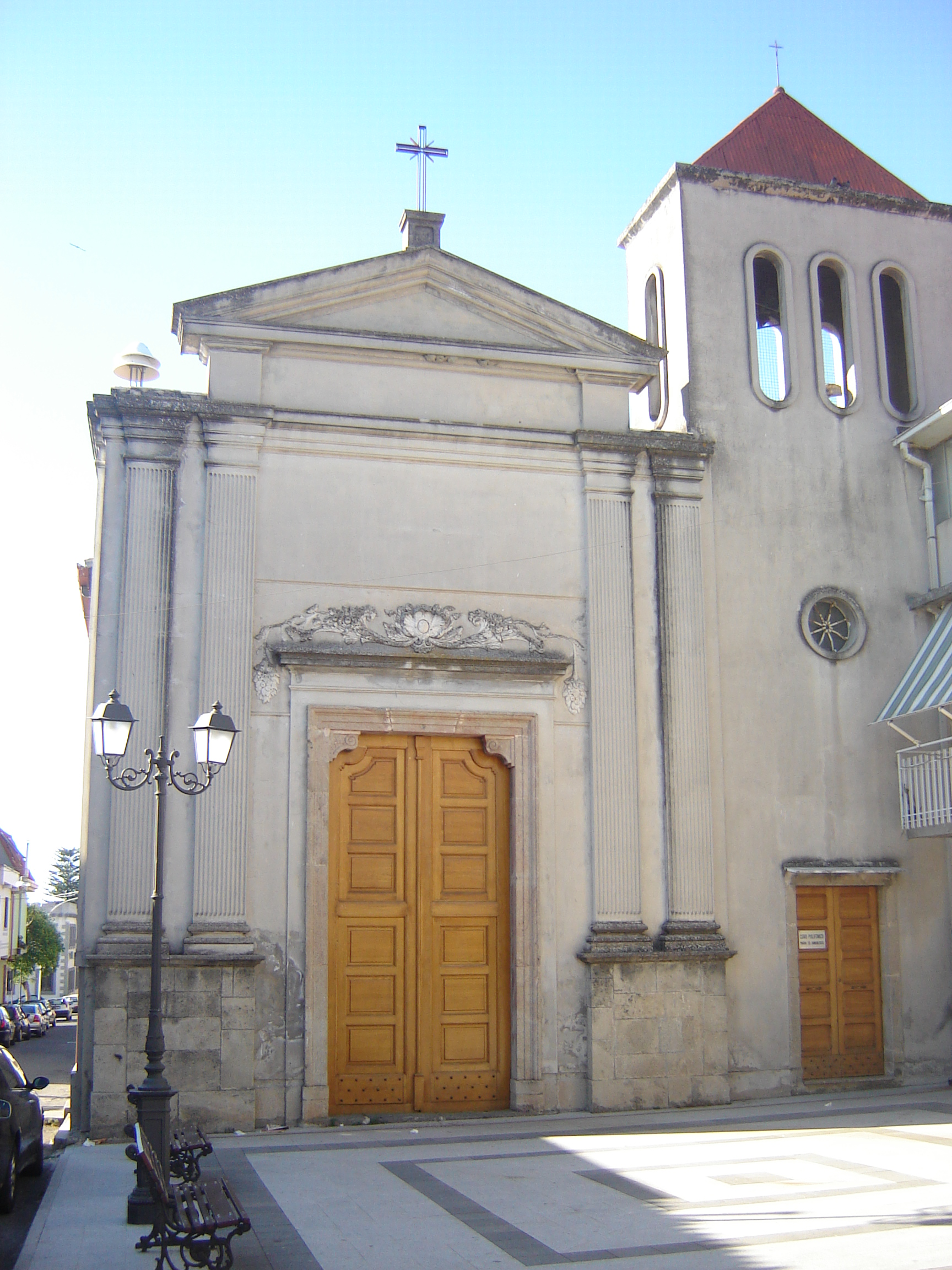
Chiesa di San Giuseppe

La Chiesa di San Giuseppe o chiesa della Madonna del Buon Consiglio XVI secolo sorgeva anticamente accanto al convento dei Minimi, ancor prima quindi che il centro abitato della nuova città si espandesse intorno a essa.
Nei sotterranei della chiesa sono presenti dei locali particolarmente interessanti e suggestivi, come le cripte utilizzate per l'essiccazione dei cadaveri detti colatoi o putridarium. Questi venivano posti in posizione seduta e legati con un particolare sistema di fermi in ferro, tutte le nicchie sono collegate da canali di scolo dove confluiva il materiale biologico della decomposizione. A essiccazione avvenuta, legati ai fermi in ferro, rimanevano in quella peculiare posizione gli scheletri dei monaci lì sepolti.
La chiesa è sede della Congrega di San Giuseppe istituita con regio decreto del 1846.

#### L'abbazia

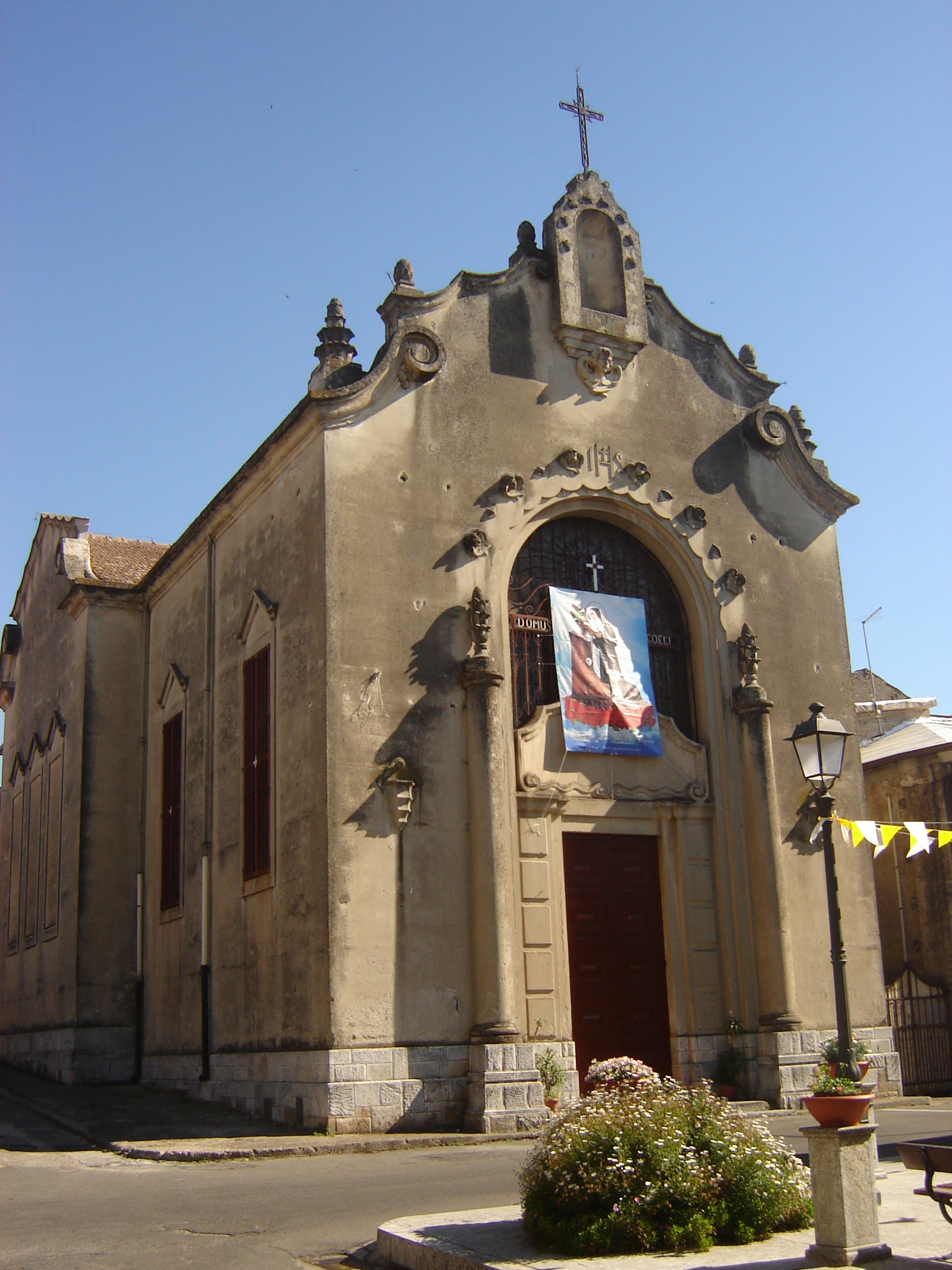
Abbazia

Fin dall'antichità, infatti le prime notizie risalgono al 1596, la chiesa Abbazia e la relativa parrocchia detta San Nicola extra moenia fu sempre retta da un canonico con il titolo di abate. Nella pianta prospettica del Pacichelli la chiesa è disegnata in posizione centralissima dietro la cattedrale, ciò induce a ipotizzare come la chiesa così evidenziata non fosse in origine quella di San Nicola extra moenia proprio perché il termine stesso si riferisce a un edificio sito al di fuori delle mura della città. Molto probabilmente si sarà verificato, per motivi che non conosciamo, qualche evento che avrà consigliato di trasferire la parrocchia dentro le mura cittadine mantenendo però il titolo originario. Infatti tra il 1510 ed il 1525 dalle documentazioni vaticane emerge l'esistenza di una chiesa parrocchiale di Oppido definita San Nicola del Campo extra moenia o extra muros, presumibilmente si tratta dalla prima circoscrizione.
Dopo il disastroso terremoto del 5 febbraio 1783, anche l'Abbazia fu riedificata nella sede di contrada Tuba e a essa fu assegnata una porzione di territorio. La relativa parrocchia mantenne il nome di San Nicola extra moenia.
All'interno si possono ammirare numerosi dipinti di Domenico Mazzullo, due pregiate statue in marmo del 1500 rappresentanti San Pietro e San Paolo poste ai lati dell'altare maggiore. Quest'ultimo è impreziosito dall'incastro di molti pezzi di altare proveniente da chiese dirute della città medievale. La chiesa ospita le spoglie mortali del vescovo Ignazio Greco.

### Architetture civili
Palazzo Ioculano, Palazzo Grillo, Palazzo Malarbì, Palazzo Migliorini, Palazzo Grillo (Palazzaccio), Palazzo Lucisano, Palazzo Zerbi, Palazzo Germanò, Palazzo Spinelli, Palazzo Cananzi, Palazzo Vorluni, Villa Ferraris in stile liberty, Palazzo Episcopale.

#### Beni urbanistici
Centro storico di Tresilico, Messignadi e Piminoro.

#### Piazze Oppido Centro
Piazza Umberto I, Piazza Regina Margherita, Piazza Francesco Marino Zuco, Piazza Concesso Barca, Piazza Salvatore Albano, Piazza San Rocco, Piazza Santuario, Piazza Giovanni Conia, Piazza San Leone, Piazza Italia, Piazza Pia Rosa Vorluni.

#### Monumento ai caduti

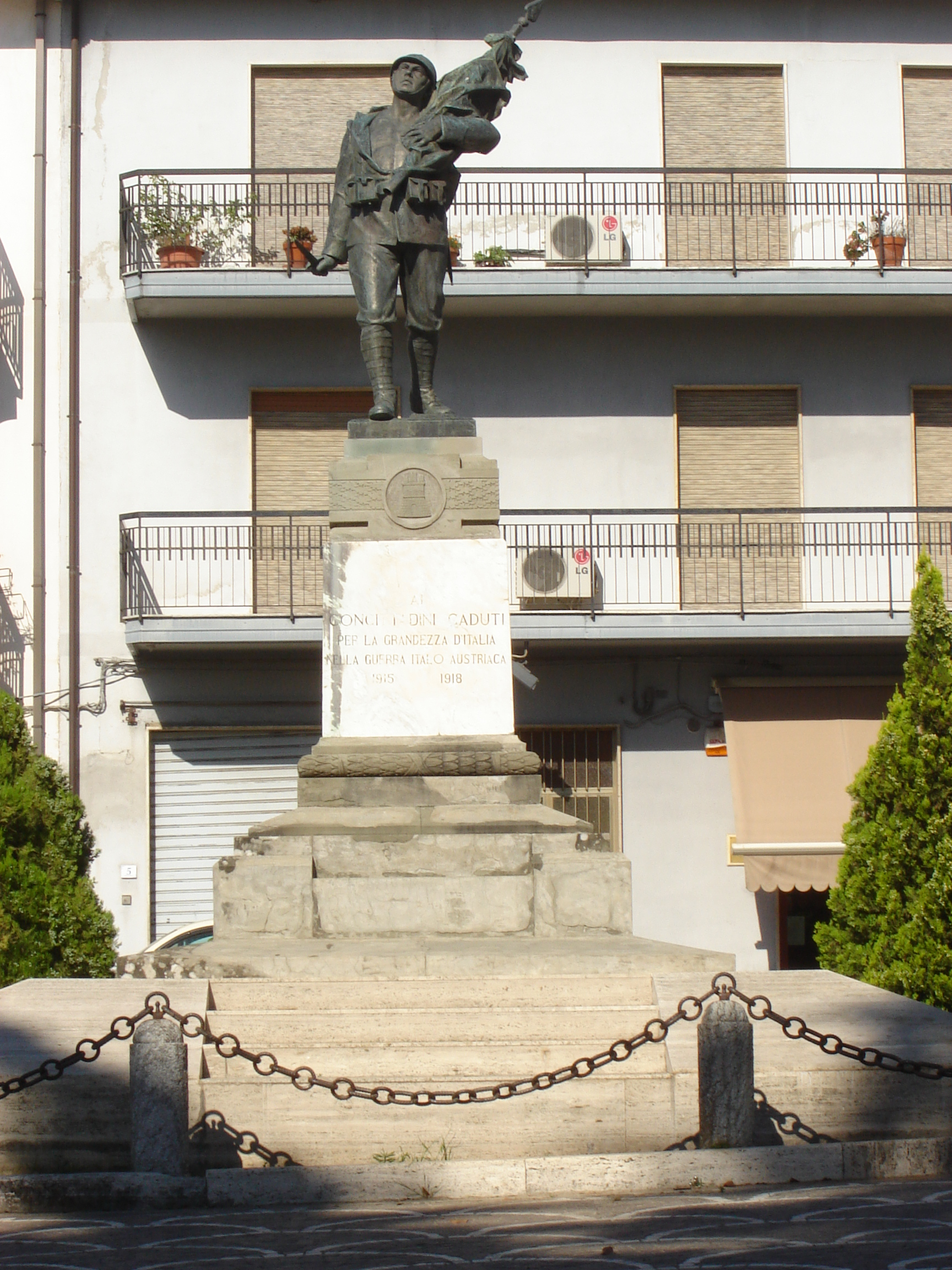
Oppido Mamertina, Piazza Concesso Barca, Monumento ai caduti

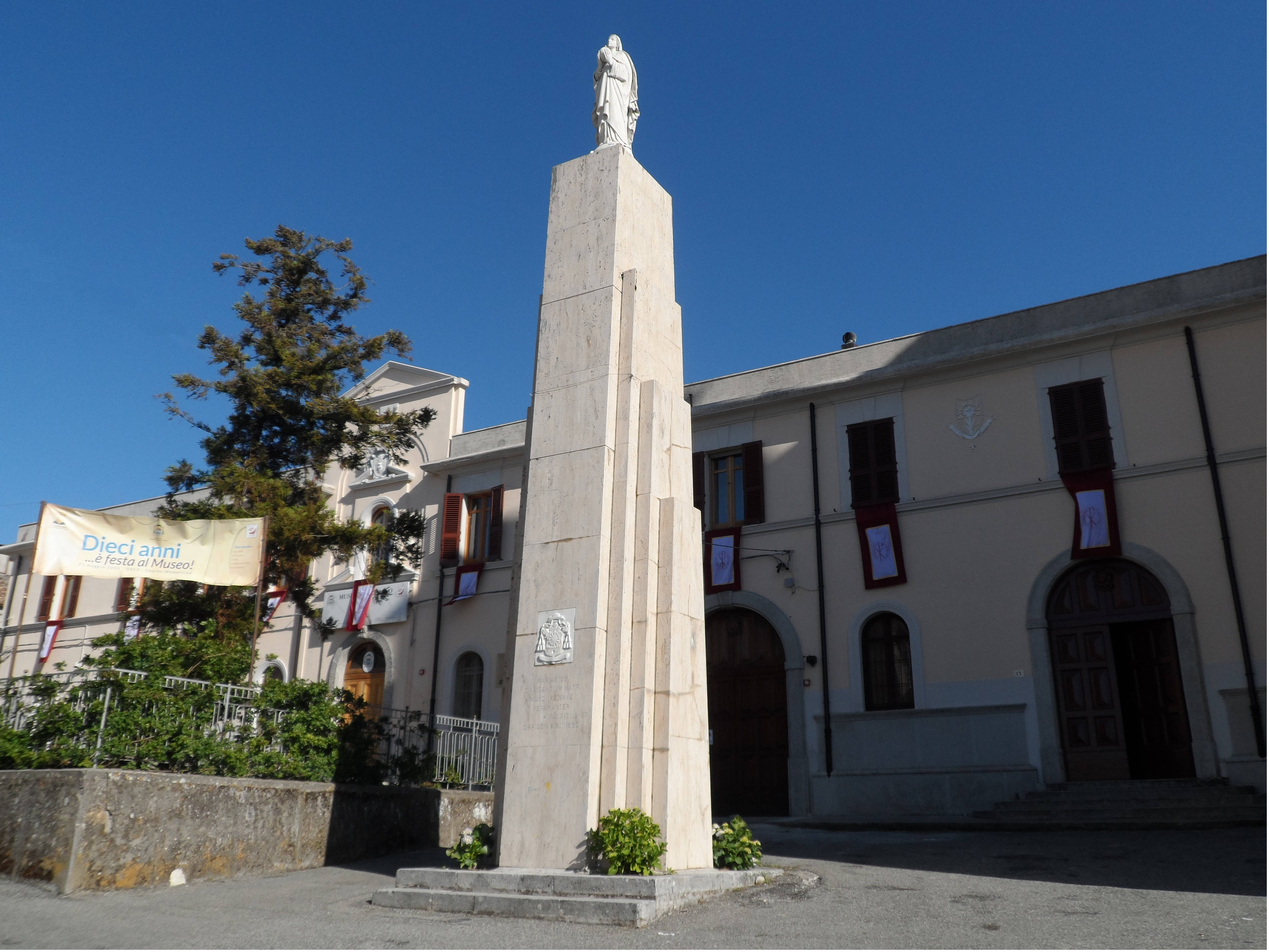
Monumento della Madonna Regina del Mondo

Pregevole opera bronzea di Concesso Barca, rappresenta un soldato vinto col pugio in pugno e il tricolore sulla spalla, la statua poggia su un basamento di pietra verde finemente scolpito a sua volta sorretto da quattro scalinate in travertino. L'opera è collocata sulla piazza intitolata al suo autore.

### Architetture militari
- Castello angioino-aragonese
- Cinta murarie
- Fortezza di località Palazzo.

#### Castello
Il castello di Oppido Mamertina fu costruito a cavallo tra il X e XI secolo; si presenta oggi di matrice aragonese, ma sotto la bardatura si intravede in uno dei torrioni, a causa di uno squarcio formatosi qualche decennio addietro, una massiccia costruzione cilindrica, indicativa della precedente fattura bizantina o normanna. La sua funzione era, evidentemente, residenziale e difensiva.

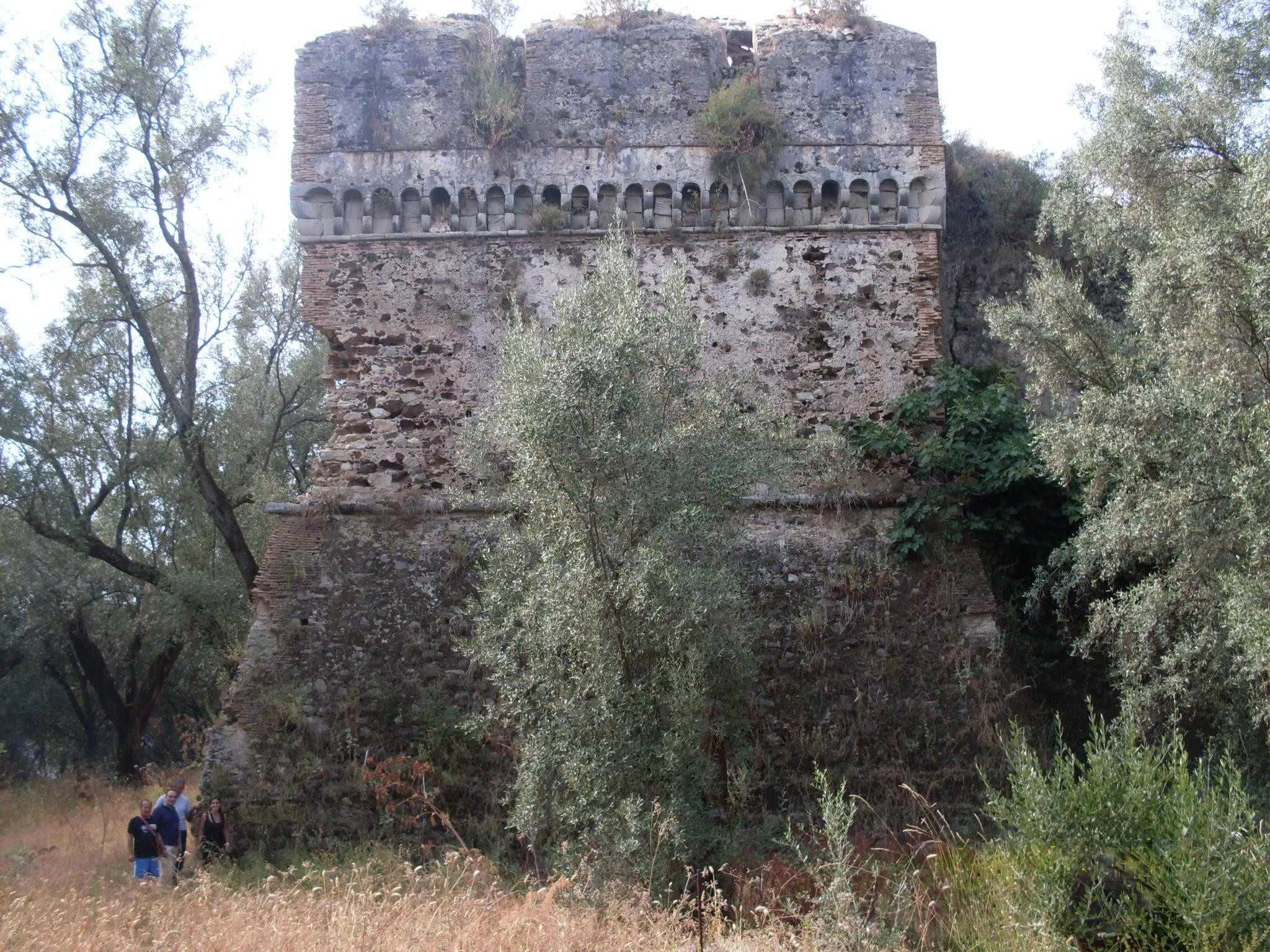
Castello di Oppido Mamertina

 Resistette, nel 1056, all'assedio che il primo Ruggero I d'Altavilla pose col suo esercito e più tardi fu la residenza della sorella del secondo Ruggero, feudataria del tempo. Nella seconda metà XV secolo era controllato dagli aragonesi che si sostituirono al dominio angioino. I bastioni scarpati presentano un motivo decorativo ad archetti su mensole tra due codoni, molto simile a quello del Castello di Reggio Calabria. Una parte dei sotterranei fungevano da carcere civile; fu abbandonato dopo il terremoto del 1783.

### Architetture del lavoro
- Mulini
- Frantoi
- Centrale idroelettrica dismessa.

### Siti archeologici
Necropoli pre-ellenica, necropoli protostorica, Parco Archeologico di Mella (antica Mamerto) sec. III-I a. C., resti di antico abitato ellenistico, vestigia greche e romane, località Palazzo III a.C., Oppido Vecchia (città medievale).

### Aree naturali
Uliveti, Piani di Zervò, Piani di Zillastro, Parco nazionale dell'Aspromonte, Parco Antropico del Mamerto, Acque sorgive naturali a m. 1060 slm, Fiumare: Boscaino, Marro, Ferrandina, Calabro, Duverso.

#### Parco Antropico del Mamerto
Parte del territorio di Oppido, circa il 35%, è stato dichiarato di rilevante interesse ambientale e incluso nel perimetro del Parco nazionale dell'Aspromonte. L'intero territorio del Comune di Oppido, di Santa Cristina d'Aspromonte e di Scido costituiscono il Parco Antropico del Mamerto

## Società

### Evoluzione demografica
Abitanti censiti

### Religione

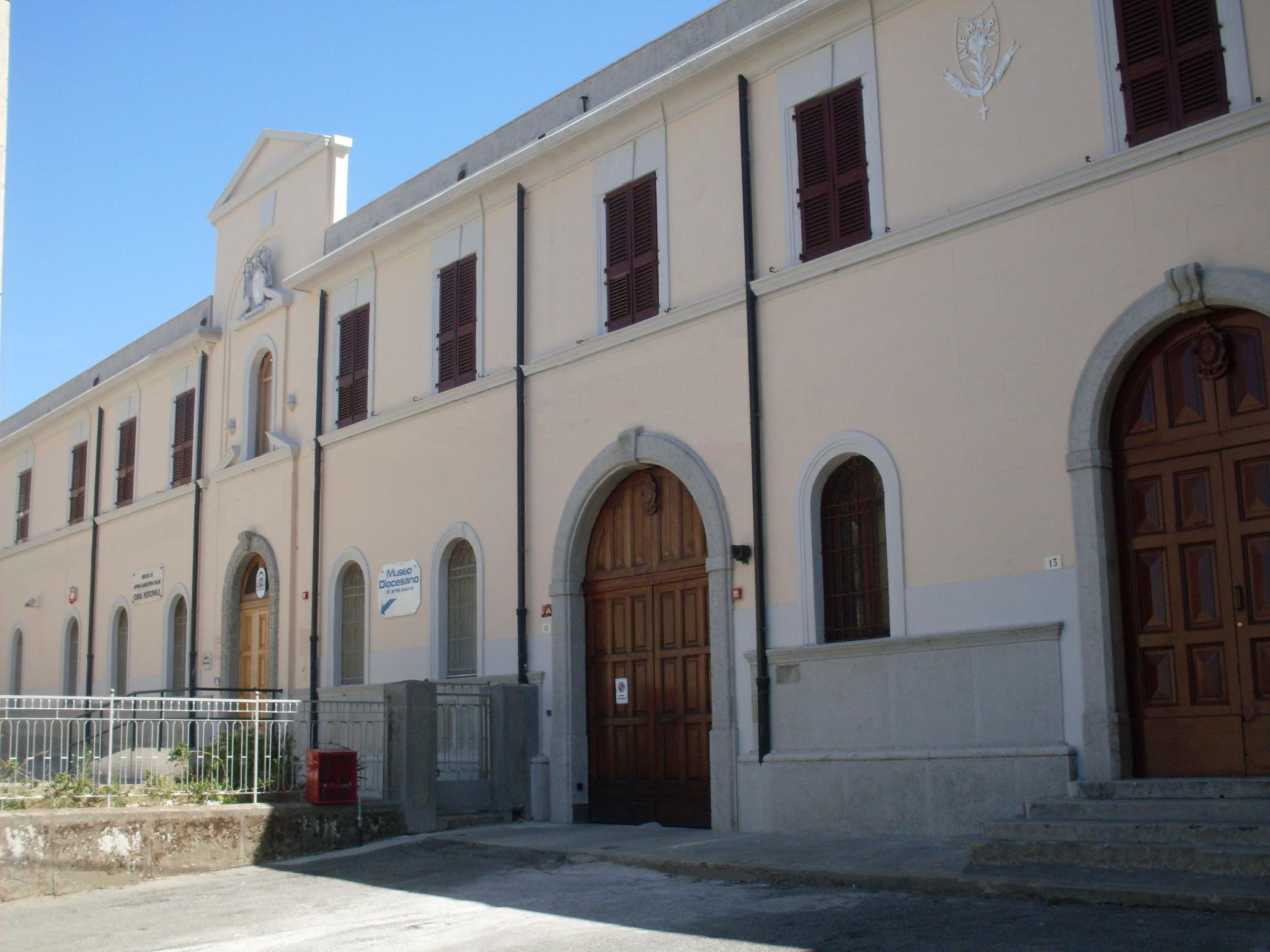
Episcopio

La religione più diffusa è quella cattolica di rito romano. Il comune fa parte della diocesi di Oppido Mamertina-Palmi e del vicariato di Oppido Mamertina-Taurianova. Il territorio comunale è attualmente suddiviso in sei parrocchie: Divina Pastora (a Piminoro), San Nicola, San Nicola di Mira (a Messignadi), Santa Caterina e San Leone (a Tresilico), Maria Santissima Assunta (a Castellace) e Santa Maria Vergine Addolorata. Sempre in ambito del cattolicesimo ad Oppido Mamertina è presente l'istituto religioso femminile delle Suore Missionarie del Catechismo, il vescovado, con uffici di curia, il seminario vescovile e il tribunale ecclesiastico diocesano.
La sede vescovile di Oppido Mamertina è millenaria. Non si conosce la data certa dell'istituzione della diocesi. Il più antico documento che attesta storicamente la sede episcopale è datato 1044. È un atto di donazione di immobili che privati cittadini oppidesi fecero al vescovo, presumibilmente a Nicola, che è il primo vescovo di cui si abbia notizia. È quindi agevole desumere che l'elevazione di Oppido a sede vescovile sia avvenuta ancor prima di quell'anno. Lo storico Don Santo Rullo ritiene molto probabile la data 1025 come anno di fondazione della Diocesi di Oppido.

### Tradizioni e folclore
Sono numerose le tradizioni di Oppido Mamertina, soprattutto legate a festeggiamenti religiosi. La più importante di esse è la festa di Maria Santissima Annunziata, patrona della città e della diocesi di Oppido Mamertina-Palmi, celebrata due volte l'anno con solenne processione della statua della Vergine per le vie del paese. L'elenco completo delle celebrazioni cattoliche che vengono svolte durante l'anno, nel territorio comunale, è il seguente:
- Festa di San Giuseppe, 19 marzo;[45]
- Festa di Maria Santissima Annunziata, il 25 marzo ed il 15 agosto;[45]
- Festa di Santa Rita da Cascia, 22 maggio;[45]
- Festa di Maria Santissima delle Grazie, 2 luglio, nella frazione di Tresilico;[45]
- Festa della Divina Pastora, seconda domenica di luglio, nella frazione di Piminoro;[45]
- Festa di San Vincenzo Ferrer, prima domenica di agosto, nella frazione di Messignadi;[45]
- Festa di Maria Santissima Assunta, 14 agosto, nella frazione di Castellace;[45]
- Festa di Maria Santissima dei Campi, seconda domenica di novembre.[45]

#### Festa di Maria Santissima Annunziata
Il simulacro della Madonna Annunziata, custodito nella cattedrale, è un'opera lignea realizzata nel 1841 dallo scultore napoletano Arcangelo Testa, su commissione del vescovo Francesco Maria Coppola. Altre due opere dello stesso artista e cioè la Madonna delle Grazie e della Pastorella sono situate nel santuario di Tresilico e nella chiesa parrocchiale di Piminoro.
La statua arrivò con un bastimento alla marina di Gioia, dove l'accolse una folla di cittadini insieme al vescovo, presbiteri, seminaristi, autorità civili e militari e venne sistemata in cattedrale sotto un baldacchino di damasco rosso dove rimase fino al 1879, quando il comune ordinò un trono in legno dorato sul quale porre la statua. Il trisello e la statua poi furono collocati all'interno di un grande armadio in legno intagliato a mano e ben presto definito, per le sue proporzioni, cappella stipo, voluto dal sindaco del tempo e realizzato nel 1900 dall'artista Salvatore Caridi. L'imponente custodia, che uscì indenne dal terremoto del 1908, si trova nella cappella in fondo alla navata sinistra della cattedrale e ospita il grande trono processionale della statua del Testa.
Il canonico Pignataro, nel suo studio su "Il culto di Maria SS. Annunziata in Oppido di Calabria", fa risalire il culto dell'Annunziata al periodo in cui dominava nella diocesi il rito bizantino. Nel 1600 il culto pubblico all'Annunziata è testimoniato da atti notarili e da relationes ad limina dei vescovi del tempo. All'epoca si venerava a Oppido un'immagine miracolosa della Madonna Annunziata, opera attribuita ad un pittore di Costantinopoli di nome Lucae e realizzata nel XII secolo. Questa immagine veniva esposta soltanto il 25 marzo di ogni anno, e in casi particolari di urgenza, quindi in periodo di gravi calamità. Questo raro evento rappresentava un momento particolare per gli abitanti di tutta la diocesi che manifestavano atti di commozione e solennità; in cattedrale il clero, sia secolare che regolare, era presente in abiti da cerimonia e l'annuncio veniva dato dai rintocchi delle campane di tutte le chiese cittadine e dagli spari delle artiglierie del castello.
Nel 1743, secondo quanto viene narrato da Francesco Saverio Grillo e riportato da Giovanni Sposato nel suo "Culto e Grazie di Maria SS. Annunziata", fu istituita una seconda festività in onore della Vergine a ricordo della grazia che la Madonna ha compiuto a favore del popolo oppidese liberandolo dalla peste.
Alcuni autori criticano il riferimento all'anno 1743 quale quello della pestilenza, in quanto non vi sono documenti del tempo che ne parlano. Sostengono che quell'anno è da richiamare solo per l'istituzione della seconda festività, detta del ringraziamento, forse il miracolo, invece, avvenne qualche decennio prima come emerge da una relatio del 1673 del vescovo Ragni dove si parla di una pestilenza diffusasi in diocesi due anni prima e cioè nel 1671. Lo storico Nicolantonio Gangemi, parla del miracolo della Madonna e lega cronologicamente la grazia concessa, alla peste successiva all'anno 1665 e accenna a una ruota di carro custodita nella cattedrale come ex voto, a testimonianza della peste cessata all'invocazione della Beata Vergine. Tuttavia, anche se vi sono discordanze e incertezze sull'anno esatto del miracolo, questo è richiamato in diversi documenti ed è vivo nella memoria storica del popolo oppidese. In ricordo di tale avvenimento e in ringraziamento alla Madonna, fu introdotta, una seconda festa in suo onore, chiamata del ringraziamento appunto o della gratitudine. Ancora oggi la suggestiva festa dell'Annunziata, che è la patrona di Oppido Mamertina e diocesi, si celebra in due date distinte, il 25 marzo di ogni anno e la prima domenica dopo ferragosto e richiama un nutrito afflusso di fedeli.
Il 15 agosto il vescovo Francesco Milito ha conferito alla chiesa che ospita la sua cattedrale il titolo di santuario Mariano in onore di Maria SS. Annunziata, patrona della città di Oppido Mamertina e diocesi. Il vescovo ha dedicato una preghiera di ringraziamento alla Vergine e ha fatto dono di una teca di cristallo contenente una rosa d'oro e un proiettile disarmato.

### Strutture sanitarie
- Ospedale "Maria Pia di Savoia". Azienda Sanitaria Provinciale di Reggio Calabria.
- Postazione SUEM 118. Azienda Sanitaria Provinciale di Reggio Calabria.
- Poliambulatorio Specialistico. Azienda Sanitaria Provinciale di Reggio Calabria.
- Centro Riabilitazione per disabili. Ente Morale Famiglia Germanò. È una struttura sanitaria altamente specializzata nella cura e riabilitazione di disabili.
- Centro malati di AIDS gestito dall'Ente Morale Famiglia Germanò, è un centro di assistenza, cura e supporto ai sieropositivi e ai malati di AIDS in fase terminale.
- RSA Don Loria. Ente Morale Famiglia Germanò.

## Cultura

### Istruzione

#### Scuole
Il Comune di Oppido Mamertina ospita 16 scuole tra pubbliche e private un ITIS a indirizzo informatico e telecomunicazione un liceo scientifico statale, un liceo classico parificato e il seminario vescovile.

#### Musei e biblioteche
- Museo Diocesano di Arte Sacra. Ospita molti oggetti di Arte sacra di particolare interesse Storico-artistico, che testimoniano la storia della diocesi di Oppido e dei suoi Vescovi prima e dopo il terremoto del 1783.
- Museo della civiltà contadina e artigiana. Sono esposti antichi oggetti in uso all'artigianato locale e alle attività contadine, nonché antichi telai per i lavori femminili di tessitura.
- Aula capitolare della cattedrale.
- Biblioteca comunale
- Biblioteca diocesana
- Archivio diocesano

### Media
- Radio Emme Calabria, emittente radiofonica[50]
- Televittoria, storica tv della Piana di Gioia Tauro, che trasmetteva da Oppido Mamertina e Cosoleto, titolare dei canali 21 e 22 UHF; il primo fu ceduto a Telemia che divenne così la tv dei due mari.[51]
- Radio Mamertina,una delle prime radio private della Calabria, fondata nel 1976 da un gruppo di giovani oppidesi.Chiuse le trasmissioni nel 1979.

### Teatro
Compagnia Teatrale Mamertina.

### Eventi
Commemorazione della Battaglia dello Zillastro (prima domenica di settembre) Si ricorda la tragica battaglia avvenuta l'8 settembre del 1943, a poche ore dall'entrata in vigore dell'armistizio, tra i paracadutisti italiani e le truppe anglo-canadesi.

### Istituzioni, enti e associazioni
- Nel territorio comunale sono presenti due caserme dei carabinieri (Comando di Oppido centro e Castellace)[54] e una Stazione dei carabinieri forestali[55].
- Fra le associazioni cittadine si annoverano il Complesso Bandistico Municipale "Francesco Cilea", fondato nel 1830 è tra i più antichi Complessi musicali della Calabria[56], e l'Orchestra Giovanile di Fiati Mamertina "Giuseppe Rechichi"[57].

### Qualità della vita

#### Riconoscimenti
Nel 2017 il Comune di Oppido Mamertina ha ottenuto da Corepla il premio di "Comune Riciclone" per il recupero della plastica, nell'ambito del concorso nazionale promosso da Legambiente con il patrocinio del Ministero dell'Ambiente e della Tutela del Territorio e del Mare

## Geografia antropica

### Frazioni
Il comune comprende le seguenti frazioni: Castellace, Messignadi, Piminoro, Tresilico.
Tresilico e Zurgonadio vista la conurbazione con Oppido centro sono ormai considerati quartieri della città.
Altri quartieri sono: Tuba, Pretura, Nucijari, Calvario, Pilieri.

## Economia

### Agricoltura
L'attività produttiva si basa principalmente sulla produzione di olio e in parte sulla lavorazione di legname e sull'attività silvopastorali e commerciali.

### Turismo
La presenza in Oppido di due Santuari mariani, tra cui la Cattedrale, del Museo diocesano di Arte Sacra nonché di numerosi siti archeologici, favoriscono il turismo religioso e culturale.

## Infrastrutture e trasporti
Il comune è interessato dalle seguenti direttrici stradali:
- dir

## Amministrazione
| Periodo          | Periodo        | Primo cittadino            | Partito                    | Carica  | Note   |
| ---------------- | -------------- | -------------------------- | -------------------------- | ------- | ------ |
| 4 settembre 1989 | 10 agosto 1990 | Paolo Giuseppe Maria Fulco | Democrazia Cristiana       | Sindaco | [ 60 ] |
| 10 agosto 1990   | 23 aprile 1991 | Antonino Mammoliti         | Partito Comunista Italiano | Sindaco | [ 61 ] |
| 23 aprile 1991   | 6 aprile 1993  | Paolo Giuseppe Maria Fulco | Democrazia Cristiana       | Sindaco | [ 60 ] |
| 24 aprile 1993   | 24 aprile 1995 | Bruno Barillaro            | Democrazia Cristiana       | Sindaco | [ 62 ] |
| 24 aprile 1995   | 14 giugno 1999 | Bruno Barillaro            | Lista civica di centro     | Sindaco | [ 63 ] |
| 14 giugno 1999   | 14 giugno 2004 | Antonino Freno             | Lista civica               | Sindaco | [ 64 ] |
| 14 giugno 2004   | 8 giugno 2009  | Giuseppe Rugolo            | Lista civica               | Sindaco | [ 65 ] |
| 8 giugno 2009    | 26 maggio 2014 | Bruno Barillaro            | Lista civica               | Sindaco | [ 67 ] |
| 26 maggio 2014   | 27 maggio 2019 | Domenico Giannetta         | Lista civica               | Sindaco | [ 69 ] |
| 27 maggio 2019   | 10 giugno 2024 | Bruno Barillaro            | Lista civica               | Sindaco | [ 70 ] |
| 10 giugno 2024   | in carica      | Giuseppe Morizzi           | Lista civica               | Sindaco | [ 71 ] |

### Strutture giudiziarie
Tribunale di prossimità.
Già sede degli Uffici di Pretura, dal 1991 Oppido ospita l'Ufficio del Giudice di Pace,
Nel 1983 iniziò la costruzione di una struttura penitenziaria costata circa 4 miliardi di lire e finanziata dal Ministero di Grazia e Giustizia, i lavori terminarono nel 1994, ma la struttura, con capienza complessiva di 130 posti, non entrò mai in funzione.

## Sport

### Tennis
La città conserva un'importante tradizione tennistica, infatti nel 1998 la FIT (Federazione Italiana Tennis) ha inserito il torneo di tennis Città di Oppido Mamertina nella categoria A, inserendo quell'anno Oppido come quinta tappa del circuito femminile dopo Biella, Forlì, Parma e Mantova.

### Pallavolo
La squadra cittadina di Volley femminile  S.S. Mamerto nell'anno 2012 è stata promossa dalla prima divisione a disputare il campionato regionale di Serie D

### Impianti sportivi
I principali impianti sportivi sono:
- Stadio Comunale (calcio),
- Campetto Comunale di Calcio a 5,
- Centro sportivo polivalente "Famiglia Germanò",
- Campi da tennis Comunali,
- Piscina Comunale (nuoto)[77],
- Palestra Comunale (pallavolo),
- Palazzetto dello sport,
- Campo di tiro al piattello.